# کاتیتسا ایلش
کاتیتسا ایلش (انگلیسی: Katica Ileš؛ زادهٔ ۳۰ مارس ۱۹۴۶) بازیکن هندبال اهل یوگسلاوی بود.